# Давыдовка (Краснолучский городской совет)
Давыдовка (укр. Давидівка) — посёлок, относится к Краснолучскому городскому совету Луганской области Украины. Под контролем самопровозглашённой Луганской Народной Республики.

## География
Ближайшие населённые пункты: посёлки Грушёвое и Красный Кут на юге, Урожайное, Софиевский, Хрустальный и город Вахрушево на юго-востоке, Тамара и Ивановка на востоке, Фёдоровка и город Петровское на северо-востоке, сёла Артёма, Уткино на севере, Запорожье и Комендантское на западе, Индустрия на юго-западе.

## История
В 1946 г. Указом ПВС УССР колония Давыдовка переименована в посёлок Давыдовка.

## Население
Население по переписи 2001 года составляло 58 человек.

## Общие сведения
Почтовый индекс — 94546. Телефонный код — 6432. Занимает площадь 0,26 км². Код КОАТУУ — 4411646701.

## Местный совет
94554, Луганская обл., Краснолучский горсовет, пгт. Софиевский, ул. Мира, 25